# Philochortus phillipsi
Pseuderemias phillipsi — вид ящірок родини ящіркових (Lacertidae). Мешкає на Сомалійському півострові. Вид названий на честь британського натураліста Етельберта Лорта Філліпса.

## Поширення і екологія
Pseuderemias phillipsi мешкають в північному і центральному Сомалі та на сході Ефіопії. Вони живуть в сухих саванах і напівпустелях. Зустрічаються на висоті від 200 до 1000 м над рівнем моря.